# Cornelius Vermuyden
Sir Cornelius Vermuyden (* 1595 in Tholen, Niederlande; † April 1683 in London) war ein niederländischer Ingenieur, der niederländische Landgewinnungsmethoden in England einführte und federführend war bei der Trockenlegung der Fens in East Anglia.
König Karl I. beschäftigte ab 1626 den Deichbauingenieur Vermuyden zur Trockenlegung von Hatfield Chase auf der Isle of Axholme, Yorkshire. Dieser verpflichtete niederländische Arbeiter, was den Widerstand der einheimischen Bevölkerung hervorrief, da das Projekt gleichzeitig ihre Fisch- und Jagdgründe zerstörte. 1629 wurde er für seine Dienste zum Ritter geschlagen und 1633 englischer Bürger. Bis 1637 arbeitete er an der Entwässerung der Great Fens in Cambridgeshire, diese wurden jedoch 1642 während des Englischen Bürgerkriegs aus militärischen Gründen wieder geflutet. Ab 1649 leitete Vermuyden die erneute Trockenlegung. Im Jahr 1653 führte er eine diplomatische Mission für eine politische Union mit den Niederlanden, die jedoch erfolglos blieb.
Sein Sohn ist Cornelius Vermuyden (1627–1693).